# Fótbóltssamband Føroya

Verbandslogo

Fótbóltssamband Føroya („Fußballverband der Färöer“), abgekürzt FSF, ist der Dachverband aller regulären Fußballvereine der Färöer und verantwortlich für die färöische Fußballnationalmannschaft.
Der FSF ist Mitglied der FIFA, der UEFA, des ÍSF (färöischer Sportbund) und des Nationalen Olympischen Komitees der Färöer (Olympiska Nevnd Føroya – ONF). Gegründet wurde der Verband am 13. Januar 1979. Das Gründungsjahr ist auch im Verbandslogo zu sehen.

## Geschichte
Der Fußball auf den Färöern geht auf das Jahr 1892 zurück, als der TB Tvøroyri gegründet wurde. 1939 wurde der färöische Sportbund ÍSF gegründet, der auch für den Fußball zuständig war. Seit 1942 gibt es die Färöische Fußballmeisterschaft. 1966–78 gab es im ÍSF eine Fußballabteilung (Fótbóltsdeildin), die 1979 vom FSF abgelöst wurde.
In den ersten Jahren wurde Fußball nur von Männern und Jungen von der 1. Liga bis zu den ganz kleinen gespielt. Seit 1985 gibt es auch Frauenligen: die 1. Liga, U17 und U13 Mädchen. Anfang der 1990er Jahre kam noch die jüngste Altersklasse der Mädchen hinzu.
Mitte der 1980er Jahre wurden die ersten Kunstrasenplätze auf den Färöern gebaut. Der FSF fing an, Trainer und Schiedsrichter auszubilden und bekam dabei Hilfe aus Dänemark. Seit Mitte der 1990er werden alle Trainer und Schiedsrichter nur noch vom FSF ausgebildet.
Eines der Hauptziele des FSF war es stets, wie alle anderen Fußballnationen am internationalen Spielbetrieb teilnehmen zu dürfen. Am 2. Juli 1988 wurden die Färöer in die FIFA und am 18. April 1990 in die UEFA aufgenommen. Seitdem nahmen die Färöer an allen EM- und WM-Qualifikationsrunden und den europäischen Vereinswettbewerben teil.
Schon seit 1930 gab es halboffizielle Länderspiele der Färöer gegen Island (A, B, und Junioren), Shetland, die Orkneys, Grönland und sogar gegen die U21 und Senioren Dänemarks. Bis Anfang der 90er nahm die färöische Elf auch an den internationalen Island Games teil.
Das erste reguläre Länderspiel fand am 24. August 1988 in Akranes auf Island statt. Bei diesem Freundschaftsspiel gewann die isländische Fußballnationalmannschaft 1:0. Der erste Sieg gelang am 14. April 1989 gegen die kanadische Fußballnationalmannschaft mit 1:0.
1990/91 nahmen die Färöer erstmals an einer EM-Qualifikation teil. Das Fußballländerspiel Färöer-Österreich 1990 in Landskrona sollte als ein „Fußballmärchen“ in die Geschichte eingehen. Es war das erste Pflichtspiel der Färöer überhaupt, das sie 1:0 gewannen. 1992/93 nahmen die Färöer erstmals an einer WM-Qualifikation teil. Seit 1992 wurden die Heimspiele auf den Färöern gespielt, als das Stadion Svangaskarð in Toftir fertig wurde. 1999 folgte das Nationalstadion Tórsvøllur in Tórshavn.
1992 nahmen färöische Vereine erstmals am UEFA-Pokal teil. 2001 folgten die Frauen in den UEFA Women’s Cup. Darüber hinaus nehmen die Färöer an den U17-Meisterschaften der Nordischen Länder und den U17- und U19-EM Qualifikationen teil.
Seit 2003 hat der FSF seinen Sitz in einem neuen Haus in Gundadalur, Tórshavn.

## Struktur
Das höchste Gremium des FSF ist die Generalversammlung. Dort wird ein siebenköpfiger Vorstand gewählt. Im Vorstand gibt es einen Generalsekretär mit drei hauptamtlichen Mitarbeitern. Daneben sind die Nationaltrainer Angestellte des Verbandes.

### Präsidenten
- 1979–1981: Christian Olsen
- 1981–2002: Torleif Sigurðsson
- 2002–2004: Dánjal Andreasen
- 2004–2008: Óli Holm
- 2008–2010: Høgni í Stórustovu
- 2010–0000: Christian Andreasen[2]

### Generalsekretäre
- 1995–2009: Ísak Mikladal
- 2009–0000: Virgar Hvidbro

## UEFA-Fünfjahreswertung
Platzierung in der UEFA-Fünfjahreswertung:
(in Klammern die Vorjahresplatzierung). Die Kürzel CL, EL und CO hinter den Länderkoeffizienten geben die Anzahl der Vertreter in der Saison 2025/26 der Champions League, der Europa League sowie der Conference League an.
- 36.  (39)  Armenien (Liga, Pokal) – Koeffizient: 10.625 – CL: 1, EL: 0, CO: 3
- 37.  (35)  Lettland (Liga, Pokal) – Koeffizient: 10.625 – CL: 1, EL: 0, CO: 3
- 38.  (43)  Färöer (Liga, Pokal) – Koeffizient: 10.375 – CL: 1, EL: 0, CO: 3
- 39.  (41)  Bosnien und Herzegowina (Liga, Pokal) – Koeffizient: 10.000 – CL: 1, EL: 0, CO: 3
- 40.  (34)  Liechtenstein (Pokal) – Koeffizient: 10.000 – CL: 0, EL: 0, CO: 1

Stand: Ende der Europapokalsaison 2023/24